# IBM PS/1
Mit dem IBM PS/1 Personal Computer unternahm IBM im Jahr 1990, fünf Jahre nach dem IBM PCjr einen erneuten Versuch, sich im Heimcomputer-Markt zu etablieren. Im September 1994 wurde der PS/1 durch den IBM Aptiva ersetzt. Alle PS/1- und Aptiva-Modelle hatten ein eingebautes Modem zum Zugriff auf Online-Hilfe und vorinstallierte Software.

## Position innerhalb der Marke IBM

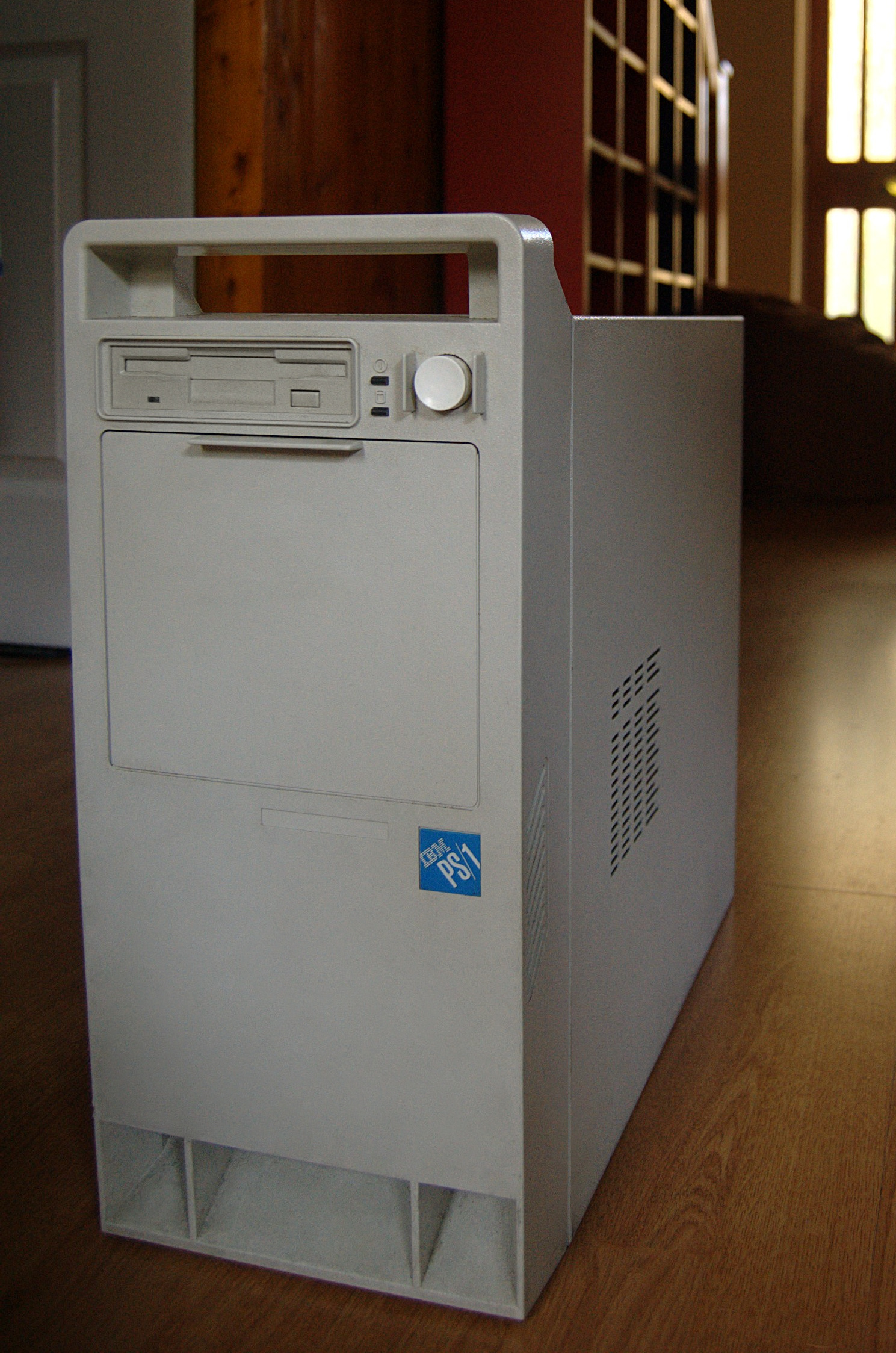
IBM PS/1 2168

Die Bezeichnung „PS/1“ sollte eine gegenüber der professionellen Produktlinie PS/2 eingeschränkt leistungsfähige Maschine andeuten. Im Gegensatz zum PCjr hatte der PS/1 jedoch einen höheren Grad von Kompatibilität mit den PS/2-Systemen.
Die PS/1-Familie war für Einsteiger gedacht und wurde in ganz normalen Elektronik-Geschäften zusammen mit vergleichbaren Angeboten von Compaq, Hewlett-Packard, Packard Bell und anderen verkauft, ein Abrücken von der bisher üblichen Strategie, dass IBM-Produkte nur bei IBM selbst zu kaufen waren.
Alle PS/1-Modelle enthielten ein Modem, so dass die Benutzer online bei IBM Hilfe anfordern konnten.
Eine Besonderheit an allen PS/1-Modellen war es, dass man den ursprünglichen Zustand des BIOS wiederherstellen konnte, wenn man beim Einschalten des Rechners beide Mausknöpfe gedrückt hielt und diese erst nach Beendigung des Power-on self-test losließ. Bei den Modellen 2011 und 2121 führte dieses Verfahren auch dazu, dass das PC-DOS von einem eingebauten ROM gebootet wurde anstatt von der Festplatte. Auf diese Weise hatten die PS/1-Systeme einen elementaren Schutz vor Viren, da sich immer der Zustand der Werksauslieferung wiederherstellen ließ.
Im Lauf der Produktion der PS/1-Systeme gab es unterschiedliche Gehäuse:
- 2011 Proprietärer Entwurf, Stromversorgung im Bildschirm
- 2121 Proprietärer Entwurf, Stromversorgung im Bildschirm, ein ISA-Steckplatz
- 2123 Basiert auf dem IBM PS/2 Modell 30, nur wenige Exemplare wurden hergestellt
- 2133 Desktop-Modell. Die beiden Ziffern 3 beziehen sich auf die Anzahl der verfügbaren ISA-Erweiterungs-Steckplätze und Laufwerksschächte; CPUs vom Intel 80486SX bis 80486DX-33 (Untermodell 575)
- 2155 Desktop-Modell. Die beiden Ziffern 5 beziehen sich auf die Anzahl der verfügbaren Erweiterungs-Steckplätze und Laufwerksschächte
- 2168 Tower-Modell. Die Ziffern 6 und 8 beziehen sich auf die Anzahl der verfügbaren Erweiterungs-Steckplätze und Laufwerksschächte

Die Gehäuse 2133 und 2155 wurden in verschiedenen Modelljahren eingesetzt; das Tower-Gerät 2168 erschien erst später.

### „DOS in ROM“ Modelle
Der ursprüngliche PS/1 enthielt eine 10 MHz Intel 80286 CPU und wurde mit dem Ziel entwickelt, leicht einzurichten und leicht zu benutzen zu sein. IBM traf die eher ungewöhnliche Entscheidung, das Netzteil und weitere Elektronik im Monitor unterzubringen. Die frühen Modelle 2011 und 2121 starteten das DOS aus einem ROM und zeigten zu Beginn einen viergeteilten graphischen Bildschirm, der direkten Zugang zu Hilfe-Informationen, Microsoft Works, eigener Software und dem DOS-Kommandoprozessor bot. Sie hatten 1 MB Hauptspeicher, ein eingebautes 2400-Baud-Modem, eine optionale 30-MB-Festplatte und eine optionale Soundkarte.
IBM vertrieb außerdem ein 5,25"-Diskettenlaufwerk und eine Adapter Card Unit (ACU), um Erweiterungskarten von Drittanbietern aufzunehmen. Das Modell 2121 verwendete das gleiche Gehäuse wie die 2011, aber hatte einen ISA-Erweiterungssteckplatz im Inneren des Gehäuses. Der Hauptspeicher konnte mit einem proprietären 4-MB-Speichermodul von 2 MB auf 6 MB erweitert werden.
Die ersten PS/1-Modelle (2011, 2121) boten zu wenig Erweiterungsmöglichkeiten, vor allem wegen fehlender ISA-Erweiterungssteckplätze.
Ein Nachfolgemodell hatte später einen Intel 80386SX Prozessor mit 16 MHz, eine Version mit dem Intel 80486SX lief mit 20 MHz.
Die Modelle 2133 können in die folgenden Hardware-Kategorien eingeteilt werden:
| Model    | MB FRU  | CPU                    | RAM  | VRAM   | SIMM         | Hard-Drive           |
| -------- | ------- | ---------------------- | ---- | ------ | ------------ | -------------------- |
| 2133-?11 | 93F2397 | Intel 80386SX @ 25 MHz | 2 MB | 256 KB | 2×72 Pin FPM | 59G9567 (085 MB IDE) |
| 2133-?13 | 93F2397 | Intel 80386SX @ 25 MHz | 2 MB | 256 KB | 2×72 Pin FPM | 93F2329 (129 MB IDE) |
| 2133-?43 | 34G1885 | Intel 80486SX @ 20 MHz | 4 MB | 512 KB | 2×30 Pin FPM | 93F2329 (129 MB IDE) |
| 2133-?50 | 34G1848 | Intel 80486SX @ 25 MHz | 4 MB | 512 KB | 2×30 Pin FPM | 93F2329 (129 MB IDE) |
| 2133-?53 | 34G1848 | Intel 80486SX @ 25 MHz | 4 MB | 512 KB | 2×30 Pin FPM | 93F2329 (129 MB IDE) |
| 2133-575 |         | Intel 80486DX @ 33 MHz | 4 MB | 512 KB | 4×72 Pin FPM | 170 MB IDE           |

### Spätere Modelle
Im Mai 1993 führte IBM eine „neue Generation“ der PS/1-Produktlinie ein. Diese Systeme enthielten eine normale LPX Hauptplatine. Viele dieser späteren PS/1-Systeme wurden mit MS-DOS und Microsoft Windows ausgeliefert anstatt mit IBM’s PC-DOS oder OS/2. Dies lag daran, dass IBM den Markt für OS/2 in teureren Maschinen mit mehr Rechenleistung sah. Allerdings hatte eins der ersten 2133-Modelle ein vorinstalliertes OS/2 2.1.

## Produktionsende
Die Produktlinie PS/1 wurde 1994 eingestellt und durch die Aptiva-Linie ersetzt, die von der Architektur her den letzten PS/1-Modellen ähnelte, aber einen marktgängigeren Namen hatte. Aptivas wurden in den Vereinigten Staaten bis zum Frühjahr 2000 verkauft; damals machte der Preisdruck die Produktlinie unprofitabel und IBM zog sich aus dem PC-Markt für Endverbraucher völlig zurück.